# 쿠르츠 웨버
쿠르츠 웨버(Kurz Weber, クルツ ウェーバー)는 가토우 쇼우지의 소설 《풀 메탈 패닉!》에 등장하는 등장 인물이다.

## 프로필
금발에 푸른 눈은 매력적으로 보이지만 여자를 밝히고 가볍게 행동하는 것이 옥의 티. 하지만 AS(암슬레이브)의 파일럿으로 전혀 손색이 없는 뛰어난 실력자. 군인정신이 강한 소스케도 믿고 맡길 수 있을 만큼 믿음직스런 아군이다. 계급은 미스릴 소속 중사